# Dan Josefsson
Dan Josefsson, född 27 juli 1964, är en svensk frilansjournalist och författare. Han har tilldelats Stora journalistpriset tre gånger och Guldspaden tre gånger, vilket gör honom till en av Sveriges mest prisbelönta journalister.
Dan Josefsson är bland annat känd för sina avslöjanden i fallet Thomas Quick, publicerade i den prisbelönta boken Mannen som slutade ljuga: berättelsen om Sture Bergwall och kvinnan som skapade Thomas Quick (2013). Han även känd för sin dokumentärserie om Fallet Kevin som sändes i SVT 2017 och för att vara den enda journalist någonsin som tackat nej till Stora journalistpriset. 

## Biografi
Dan Josefsson är uppvuxen i Halmstad. Han utbildade sig på journalistlinjen vid Stockholms universitet 1992–1994. Han arbetade därefter som nyhetsreporter på Rapport i SVT under 1994. År 1996 författardebuterade han med den facklitterära boken Nyckeln till din egen hemsida på Internet.. Han var anställd som reporter på tidskriften ETC 1995–2000. Där bedrev han bland annat mediekritisk journalistik, varav delar gavs ut i antologin Välkommen till dramafabriken: en avslöjande granskning av medieindustrin (Ordfront 2000).
Han har gjort sex dokumentärer för Sveriges Television: Vem vill bli pensionär? (2003), Novemberrevolutionen (2004), Vänsterspöket (2006), Kvinnan bakom Thomas Quick (2013), Fallet Kevin (2017) och Det svenska styckmordet (2024).
Dan Josefsson var 2000 den första pristagaren som någonsin tackat nej till Stora Journalistpriset. Han utsågs till pristagare för ett granskande reportage i ETC om en publicering som Aftonbladet gjort. Han tackade nej till priset eftersom han ansåg att Bonnierkoncernen, som äger priset, försvårade distributionen av mindre tidskrifter, som ETC.
Josefsson var under 2000 och 2002 reporter respektive programledare för tv-programmet Mediemagasinet i SVT. Under åren 1999–2003 var han redaktör för fyra utgåvor av Publicistklubbens årsbok.
År 2008 publicerades Hemligheten – från ögonkast till varaktig relation, en facklitterär bok han skrivit tillsammans med psykologen Egil Linge och som behandlar förhållanden sett ur ett anknytningsteoretiskt perspektiv.
Åren 2012–2013 följde han upp den avlidne journalisten Hannes Råstams dokumentärfilmer från 2008 och 2009, samt dennes bok från 2012, Fallet Thomas Quick: Att skapa en seriemördare (Ordfront), genom att undersöka den psykoterapi som falske seriemördaren Thomas Quick fick då han dömdes för åtta mord som han senare beviljats resning och friats från. I boken Mannen som slutade ljuga: Berättelsen om Sture Bergwall och kvinnan som skapade Thomas Quick (Lind & Co 2013), som belönades med Guldspaden och Stora Journalistpriset samt nominerades till Augustpriset, hävdar Josefsson att behandlingen på Skönviks rättspsykiatriska klinik utanför Säter, liksom den nära förbundna polisutredningen, byggde på vetenskapligt obekräftade föreställningar om bortträngda minnen och utfördes av en sammansvetsad grupp vars medlemmar direkt eller indirekt stod under inflytande av psykoanalytikern Margit Norell. I boken avslöjades också att professor Sven Å. Christianson vid Stockholms universitet gått i kombinerad terapi och handledning hos Norell under alla de år då han även anlitades som konsult åt polis och åklagare i samband med mordutredningarna kring Thomas Quick. Delar av boken publicerades senare även i form av SVT-dokumentären Kvinnan bakom Thomas Quick. Där visas sekvenser filmade med dold kamera där Sven Å. Christianson berättar för Josefsson om sin relation till Margit Norell. För dokumentären Kvinnan bakom Thomas Quick tilldelades Josefsson och Jenny Küttim 2014 TV-priset Kristallen i kategorin Årets granskning. Samma år tilldelades de Stora Journalistpriset i kategorin Årets avslöjande för Dan Josefssons bok i kombination med dokumentären.
År 2017 producerade Dan Josefsson dokumentärserien Fallet Kevin för SVT:s Dokument inifrån. Där avslöjades allvarliga felaktigheter i utredningen av mordet på Kevin Hjalmarsson i Arvika 1998, en utredning som slutade med att två bröder, fem och sju år gamla, pekades ut som pojkens mördare. Dan Josefsson hävdade bland annat att pojkarna haft alibi, att de aldrig erkände mordet, och att barnen lämnade oriktiga uppgifter då polisen utsatte dem för långa och suggestiva förhör. Efter att Fallet Kevin sänts, återupptogs förundersökningen kring Kevins död och våren 2018 beslutade åklagaren att fria de utpekade pojkarna från alla misstankar. För Fallet Kevin tilldelades Dan Josefsson 2017 Stora journalistpriset för tredje gången.

## Priser, utmärkelser och nomineringar
- 1999 – Guldspaden för artikeln Aftonbladets förlorade heder
- 2000 – Stora journalistpriset för artikeln Aftonbladets förlorade heder (avböjde priset)[11]
- 2001 – Det lite större journalistpriset[12]
- 2004 – Ikarospriset för SVT-dokumentären Vem vill bli pensionär
- 2013 – Årets folkbildare för boken Mannen som slutade ljuga: Berättelsen om Sture Bergwall och kvinnan som skapade Thomas Quick (Lind & Co) och SVT-dokumentären Kvinnan bakom Thomas Quick.[13]
- 2013 – Augustpriset (nominerad) Mannen som slutade ljuga: Berättelsen om Sture Bergwall och kvinnan som skapade Thomas Quick (Lind & Co)
- 2013 – Guldspaden för Mannen som slutade ljuga: Berättelsen om Sture Bergwall och kvinnan som skapade Thomas Quick (Lind & Co)
- 2014 – Dagens Nyheters kulturpris (nominerad) Mannen som slutade ljuga: Berättelsen om Sture Bergwall och kvinnan som skapade Thomas Quick (Lind & Co)
- 2014 – Johan Hansson-priset för boken Mannen som slutade ljuga: Berättelsen om Sture Bergwall och kvinnan som skapade Thomas Quick (Lind & Co)
- 2014 – Kristallen för SVT-dokumentären Kvinnan bakom Thomas Quick  i kategorin Årets granskning.
- 2014 – Stora journalistpriset i kategorin Årets Avslöjande för Mannen som slutade ljuga och Kvinnan bakom Thomas Quick.
- 2017 – Stora journalistpriset i kategorin Årets Avslöjande för Fallet Kevin.[14]
- 2018 – Guldspaden för Fallet Kevin.[15]